# Midtjyllands Avis
 Der er for få eller ingen kildehenvisninger i denne artikel, hvilket er et problem. Du kan hjælpe ved at angive troværdige kilder til de påstande, som fremføres i artiklen.

Midtjyllands Avis, grundlagt 6. maj 1857[kilde mangler] som Silkeborg Avis, er et regionalt dagblad, der udkommer i Silkeborg og omegn.

## Historie
Midtjyllands Avis er landets 6. ældste avis. Avisen blev grundlagt, da Silkeborg by kun var 11 år gammel.[kilde mangler] Grundlæggeren var en lokal bogtrykker, som dog allerede efter fem år solgte avisen videre til bogtrykker og bladudgiveren Hans Simon Sørensen. Fra 1862 til 1998 var avisen ejet af fire generationer af familien Sørensen.[kilde mangler] Femte generation ønskede ikke at videreføre familieforetagendet, hvorfor avisen i 1998 blev solgt til Morgenavisen Jyllands-Posten. Siden er ejerkredsen udvidet; bl.a. ejer Horsens Folkeblad i dag 32,3 procent af Midtjyllands Avis. Andre aktionærerer er Vejle Amts Folkeblad/Fredericia Dagblad og Herning Folkeblad.
Midtjyllands Avis er i dag en del af den større medievirksomhed Silkeborg Avis A/S, som desuden udgiver distriktsaviserne Ekstra Posten og Kjellerup Tidende samt internetportalen Silkeborg.dk. Desuden driver man også radiostationerne Radio Silkeborg og Radio Alfa. Selskabet er desuden medejer af Dagbladenes Bureau.[kilde mangler]
Avisens redaktionelle dækning er primært Silkeborg Kommune, men områder som Ry, Galten, Hammel, Kjellerup og Bjerringbro dækkes også gennem lokalredaktioner.
Midtjyllands Avis holdt igennem mere end 125 år til i byens gågade, Vestergade, men i 2003 flyttede avisen ind i nye lokaler i bydelen Papirfabrikken.[kilde mangler] Midtjyllands Avis beskæftiger ca. 30 ansatte.[kilde mangler]
I april 2020 var tillidsrepræsentant for DJs medlemmer Sanne Helene Højberg.

## Oplag og læsertal
Avisen udkom ifølge Dansk Oplagskontrol i 13,437 eksemplarer (2. halvår 2009).
Ifølge MediaWatch er Midtjyllands Avis’ læsertal faldet fra 29.000 til 22.000 personer i løbet af årene 2017-19.